# أوتوكار فون سيرنين
أوتوكار فون سيرنين (بالألمانية: Ottokar Theobald Otto Maria Graf Czernin von und zu Chudenitz) كان دبلوماسيٍّا وسياسيًا من الإمبراطورية النمساوية المجرية خلال الحرب العالمية الأولى، من أبرز أعماله شغله منصب وزير الخارجية 1916-1918.

## روابط خارجية
- أوتوكار فون سيرنين على موقع الموسوعة البريطانية (الإنجليزية)